# 居倫
居倫是挪威韦斯特兰郡的市鎮，位於該國西南部松恩峽灣南岸，面積597平方公里，主要經濟活動有農業、漁業和工業，2012年人口為2,310人。

## 外部連結
- Gulatinget: Tusenårsstaden i Sogn og Fjordane （页面存档备份，存于） （挪威文）
- Gulen Kommune （页面存档备份，存于） （挪威文）